# 片岡沙耶
片岡 沙耶（かたおか さや、1993年〈平成5年〉7月18日 - ）は、日本のタレント、グラビアアイドル。
神奈川県出身。愛称は「さやぼー」。

## 来歴・人物
中学時代は吹奏楽部でフルートを演奏。
高校時代はチアリーディング部で全国大会決勝に出場した経験がある。
書道は硬筆、毛筆共に五段。
文化服装学院ファッション工科基礎科ニットデザイン科卒業。
趣味・特技はランジェリーデザイン、水着や洋服を自分で作ること、絵を描くこと。
最近では、特技を活かし自らの作品で着用する水着を作ったり、写真集やDVDの衣装スタイリングもしている。
舞台の衣装製作や、フライヤーなどの宣伝美術のイラストデザイン。2019年5月には、ブラカップ付キャミソールをプロデュースデザインし、プレミアムバンダイから受注生産コラボ商品を発売するなど、趣味特技を活かした活動も多い。
幼稚園時代、芸能活動していた同じクラスの子がいたことから、自分もやってみたいと思ったことがきっかけで、2001年に子役としてデビュー。子供時代からCM・テレビドラマを中心に活動していたが、学業専念のため一旦休止。高校3年で芸映にスカウトされたのを機にタレント活動を再開し、現在はグラビアにも進出する等活躍の幅を広げている。
2020年4月30日をもって芸映を退所し、翌日からフリーとして活動すると発表した。デザイナーとして実業家の活動も開始。
2020年4月、WAGYUMAFIAとコラボ商品のマスクを受注生産販売。
2020年10月、バイヤーで実業家のMBとコラボ商品のダウンコート『MBハイエンドダウンコートbyさやぼー 』を受注生産。
2021年4月20日、アパレルブランド「supply the right(サプライザライト)」と初めてのコラボ商品、男性用ボクサーパンツ「SAYABOWアンダーウェア」を開発。自身のECサイト「Bow」で先行予約を開始した。

## 出演

### CM
2001年
- パナソニック「パナソニックデジカム」
- PlayStation「僕と魔王」
- ハウス食品「麦茶」
- フジッコ「おにぎり作り」

2002年
- マクドナルド「マクドナルドブランドCM」
- NTT西日本

2003年
- マクドナルド 「ハッピーセット」
- イオン「MLBキャンペーン」
- セガトイズ「ゆめねこ」
- マクドナルド 「ハッピーセット」

2004年
- 城南建設 住宅情報館「チラシ篇」「探検篇」「吹きだし篇」
- ソニー「プレステーションブランドCM」
- マクドナルド 「ポケモンカード」
- イオン 「バック・トゥ・スクール群像篇」

2005年
- ANA「ピカ夏家族旅行」
- TAKARA TOMMY 「ポップル」
- パナソニック 「ビエラ(チャーリーとチョコレート工場編)」
- クレシア「クリネックス BOXティシュー」

2006年
- NTT 「ポケモンフレッツ」
- 日本経済新聞 「未来の子供たち」
- シャディ「朝青龍関　立ち上がり篇」「朝青龍関　お中元早期予約篇」「朝青龍関　お中元キャンペーン実施中篇」「快気祝い篇」

2007年
- BANDAI 「スマートベリー」
- みずほフィナンシャルグループ
- カゴメ 「ラブレ」

2019年
- イエローハット

### テレビドラマ
- 『新・天までとどけ4』（TBS）
- 『動物のお医者さん』 （2003年5月29日、テレビ朝日）- 二階堂奈緒 役
- 『光とともに…〜自閉症児を抱えて〜』（2004年4月14日 - 6月23日、日本テレビ）- 福島沙耶 役
- 『MAGISTER NEGI MAGI 魔法先生ネギま!』（2007年10月3日 - 2008年3月27日、テレビ東京）- 鳴滝風香 役
- 『ドラマ!7人のアイドルゴーゴー!』（2015年4月22日 - 9月23日、テレビ朝日）- 本人 役
- 『名刺ゲーム 第1、3話』（2017年12月2日 - 23日、WOWOW）- アイリ 役
- 『ホスト相続しちゃいました 第3話・第10話・最終話』（2023年5月4日・6月20日・7月4日、関西テレビ・フジテレビ） - ありさ 役

### バラエティ
- フジテレビONE『オールナイトe！ 』（season 2.4.5.8.9.11.13〜、フジテレビONE）
- フジテレビONE『e-Camp』（2021年8月21日、2022年9月30日、2022年10月31日フジテレビ、フジテレビONE）
- フジテレビONE『鎧美女』(2016年12月12日 OA #21・2021年11月29日 OA #82、フジテレビONE)
- BS12『MBの俺のドラ1 』（2020年6月〜、BS12）
- BS12『why not?〜私たちの働き方〜』 （#12.28.36、BS12）
- フジテレビONE 『極雀 』（2021年5月14日、フジテレビONE）
- フジテレビ『志村けんのバカ殿様』（2017年 - 2018年、フジテレビ） - 腰元、町娘 役
- CBCテレビ 『本能Z』（2016年9月3日、2017年1月14日・22日・3月25日・4月1日、CBCテレビ）
- BSフジ 『橋下マナミのヨルサンポV』（2018年10月11日、BSフジ）
- ひかりTV 『おふろやさん日和』 （2019年2月3日、第3話・第9話、ひかりTV）

### WebTV・配信
- YouTube LIVE『MOVING2021・2022』
- AbemaTV『ミッドナイト競輪』
- ニコニコ生放送『グラ飯』
- オープンレック『みにすぽ！PUBG配信』
- au PAY マーケット『ライブTV』

### 舞台
- SOLID STARプロデュースVol.5「負けんな漫研!」（2015年10月30日 - 11月3日、新宿村LIVE） - 兵藤彩 役
- DMM.yell「熱いぞ!猫ヶ谷!!」（2016年3月16日 - 20日、品川プリンスホテル クラブeX） - 主演・押切貴澄 役
- ドリームプリンセス「放課後戦記」（2016年10月5日 - 10日、新宿村LIVE） - 都解未明 役
- 爆走おとな小学生 第四回全校集会「勇者セイヤンの物語(真)再演」（2017年7月26日 - 30日、CBGKシブゲキ!!） - フラペチーノ 役
- 宮崎理奈プロデュース「不思議の国のカンタータ 〜泣き声混じりの空想歌〜」（2017年11月22日 - 26日、新宿村LIVE） - リリアンヌ 役
- 爆走おとな小学生 第三回特別授業「ヲトメ噺〜女学生見聞録鍵奇譚〜」（2017年12月13日 - 17日、中目黒キンケロシアター） - 鍵屋 役
- M-SMILE「まいっちんぐマチコ先生〜こんな世界に誰がした??世直しバック・トゥ・ザ・ティーチャーの巻〜」（2018年5月3日 - 6日、ブディストホール） - 主演・麻衣マチコ 役
- 爆走おとな小学生「こっちにおいで、ジョセフィーヌ」team Pluie（2018年5月23日 - 27日、新宿村LIVE） - 大海麗 役
- シザーブリッツ「ポセイドンの孫とYシャツと私」（2018年8月23日 - 9月2日、上野ストアハウス） - 松岡理香 役
- 堀江貴文主演 ミュージカル「クリスマスキャロル」（2018年12月12日 - 16日、東京キネマ倶楽部） - さーや 役
- Otona Project第二十二弾 演劇ユニット【爆走おとな小学生】第八回全校集会『舞台版「魔法少女（？）マジカルジャシリカ」☆第壱磁マジカル大戦☆』（2019年3月13日 - 17日、シアターサンモール） - ケニアンプリンセス 役
- 脳漿炸裂ガール 〜人間動物園〜（2019年7月12日 - 15日、六行会ホール） - 電脳狂愛ガール 役
- 堀江貴文主演「湘南美容クリニック」presents ミュージカル「クリスマスキャロル2019」（2019年12月11日 - 15日、東京：東京キネマ倶楽部/12月24日・25日、大阪：味園ユニバース） - 天使ラファエル 役

### ラジオ
- あなたがプロデューサー!(仮)（WEBラジオ）
- グラチア「フレフレスポーツ！」(渋谷クロスFM)

## 書籍

### 写真集
- ALPHA（2015年8月19日、双葉社、撮影：西條彰仁） ISBN 978-4575309287
- material (2016年9月30日、KADOKAWA、撮影：三浦雄司)

### モデル
- 着衣巨乳写真集 wrap the BOOBs 2（2018年5月2日、一迅社、写真：須崎祐次） - 参加モデル：片岡沙耶、伊織もえ、鈴木ふみ奈、菜乃花[7][8]ISBN 978-4758015981
- 美しいえちえち写真集 (2019年11月30日、玄光社、撮影：門嶋淳矢) -参加モデル：片岡沙耶、くりえみ、近衛りこ、とみこ

- お尻フェチ写真集 僕はお尻を見つめていたい!（2020年11月30日、一迅社、撮影：須崎祐次） - 参加モデル：片岡沙耶、九条ねぎ、くりえみ、東雲うみ[9][10][11]ISBN 978-4758017084

## 作品

### トレーディングカード
- 片岡沙耶 ファースト・トレーディングカード(2018年7月14日、ヒッツ)
- 片岡沙耶 2 ランジェリーカード(2019年4月27日、ヒッツ)
- 片岡沙耶vol.3 トレーディングカード(2020年11月7日、ヒッツ)

### DVD
- ミルキー・グラマー（2013年12月20日、竹書房）
- 片想い（2014年3月20日、リバプール）
- Sweet Heart（2014年6月27日、スパイスビジュアル）
- 夏へ連れていって（2014年9月26日、竹書房）
- SMILE ESCAPE（2014年12月24日、イーネットフロンティア）
- プラネットガール（2015年3月20日、ラインコミュニケーションズ）
- さにふぁにれでぃ（2015年7月23日、イーネットフロンティア）
- SAWAYAKA～さやと猫と時々にぼし～（2015年12月25日、エスデジタル）
- WELCOME！（2017年10月20日、ラインコミュニケーションズ）

### CD
1. Chuttie magic（キュッティーマジック） 歌：らすてる。（山本真菜香、和川未優、片岡沙耶）
2. 31S'LOVE  きっとドキッと！　歌：さんぽ部（長瀬楓、鳴滝風香、鳴滝史伽）